# Gumpold z Pasova
Gumpold († 932) byl od roku 915 až do své smrti 15. biskupem pasovské diecéze.
Kvůli obsazení své diecéze Maďary měl značné překážky ve výkonu svých úředních povinností. Gumpold se pravděpodobně zúčastnil synody v Hohenaltheimu.